# Craugastor stuarti
Craugastor stuarti é uma espécie de anfíbio da família Craugastoridae.
Pode ser encontrada nos seguintes países: Guatemala e México.
Os seus habitats naturais são: regiões subtropicais ou tropicais húmidas de alta altitude.
Está ameaçada por perda de habitat.